# Wereldbeker freestyleskiën 2007/2008
De wereldbeker freestyleskiën 2007/2008 (officieel: FIS World Cup Freestyle skiing) is een competitie voor freestyleskiërs
die georganiseerd wordt door de FIS. In de wereldbeker zijn zowel voor mannen als voor vrouwen vijf disciplines
opgenomen (halfpipe, freestyle ski cross, aerials, moguls en dual moguls).

## Klassementen

### Algemeen
| Plaats | Naam                | Punten |
| ------ | ------------------- | ------ |
| 1      | Steve Omischl       | 85,44  |
| 2      | Tomáš Kraus         | 79,29  |
| 3      | Dale Begg-Smith     | 66,40  |
| 4      | Lars Lewen          | 64,00  |
| 5      | Anton Kushnir       | 60,33  |
| 6      | Stanley Hayer       | 57,33  |
| 7      | Stanislav Kravtsjuk | 56,57  |
| 8      | Davey Barr          | 50,33  |
| 9      | Han Xiaopeng        | 50,29  |
| 10     | Guilbaut Colas      | 49,90  |

| Plaats | Naam             | Punten |
| ------ | ---------------- | ------ |
| 1      | Ophélie David    | 80,75  |
| 2      | Jacqui Cooper    | 80,25  |
| 3      | Aiko Uemura      | 68,30  |
| 4      | Li Nina          | 57,86  |
| 5      | Sarah Burke      | 56,00  |
| 6      | Saša Farič       | 55,88  |
| 7      | Nikola Sudová    | 54,00  |
| 8      | Meryl Boulangeat | 53,50  |
| 9      | Jennifer Hudak   | 52,00  |
| 10     | Hedda Berntsen   | 51,13  |

### Disciplines

#### Mannen
| #  | Naam                | Pnt. |
| -- | ------------------- | ---- |
| 1  | Steve Omischl       | 769  |
| 2  | Anton Kushnir       | 543  |
| 3  | Dimitri Daschinski  | 444  |
| 4  | Stanislav Kravtsjuk | 396  |
| 5  | Han Xiaopeng        | 352  |
| 6  | Warren Shouldice    | 283  |
| 7  | Vladimir Lebedev    | 276  |
| 8  | Andreas Isoz        | 265  |
| 9  | Renato Ulrich       | 220  |
| 10 | Thomas Lambert      | 208  |

| #  | Naam                   | Pnt. |
| -- | ---------------------- | ---- |
| 1  | Matthew Hayward        | 229  |
| 2  | Kalle Leinonen         | 196  |
| 3  | Micheal Riddle         | 170  |
| 4  | Justin Dorey           | 160  |
| 5  | Xavier Bertoni         | 137  |
| 6  | Reto Comincioli        | 125  |
| 7  | Loic Collomb-Patton    | 94   |
| 8  | Antti-Jussi Kemppainen | 86   |
| 9  | Mathieu Bijasson       | 84   |
| 10 | Kevin Rolland          | 80   |

| #  | Naam                      | Pnt. |
| -- | ------------------------- | ---- |
| 1  | Dale Begg-Smith           | 664  |
| 2  | Guilbaut Colas            | 499  |
| 3  | Vincent Marquis           | 429  |
| 4  | Alexandre Bilodeau        | 402  |
| 5  | Patrick Deneen            | 352  |
| 6  | Nathan Roberts            | 346  |
| 7  | Pierre-Alexandre Rousseau | 335  |
| 8  | David Babic               | 272  |
| 9  | Tapio Luusua              | 244  |
| 10 | Dimitri Reiherd           | 242  |

| #  | Naam                 | Pnt. |
| -- | -------------------- | ---- |
| 1  | Tomáš Kraus          | 555  |
| 2  | Lars Lewen           | 448  |
| 3  | Stanley Hayer        | 344  |
| 4  | Davey Barr           | 302  |
| 5  | Ted Piccard          | 263  |
| 6  | Christopher Delbosco | 230  |
| 7  | Andreas Steffen      | 227  |
| 8  | Michael Schmid       | 214  |
| 9  | Hiroomi Takizawa     | 200  |
| 10 | Casey Puckett        | 171  |

#### Vrouwen
| #  | Naam              | Pnt. |
| -- | ----------------- | ---- |
| 1  | Jacqui Cooper     | 642  |
| 2  | Lydia Lassila     | 460  |
| 3  | Ala Zuper         | 453  |
| 4  | Li Nina           | 405  |
| 5  | Evelyne Leu       | 322  |
| 6  | Emily Cook        | 296  |
| 7  | Guo Xinxin        | 278  |
| 8  | Elizabeth Gardner | 263  |
| 9  | Cheng Shuang      | 251  |
| 10 | Dai Shuangfei     | 216  |

| #  | Naam                | Pnt. |
| -- | ------------------- | ---- |
| 1  | Sarah Burke         | 280  |
| 2  | Jennifer Hudak      | 260  |
| 3  | Rosalind Groenewoud | 160  |
| 4  | Davina Williams     | 139  |
| 5  | Marta Ahrenstedt    | 85   |
| 6  | Jessica Cumming     | 77   |
| 7  | Anaïs Caradeux      | 72   |
| 8  | Mirjam Jäger        | 60   |
| 9  | Virginie Faivre     | 45   |
| 10 | Manami Mitsuboshi   | 40   |

| #  | Naam                  | Pnt. |
| -- | --------------------- | ---- |
| 1  | Aiko Uemura           | 683  |
| 2  | Nikola Sudová         | 540  |
| 3  | Margarita Marbler     | 510  |
| 4  | Kristi Richards       | 405  |
| 5  | Emiko Torito          | 396  |
| 6  | Michelle Roark        | 385  |
| 7  | Shelly Robertson      | 369  |
| 8  | Jekaterina Stoljarova | 315  |
| 9  | Deborah Scanzio       | 295  |
| 10 | Miki Ito              | 295  |

| #  | Naam             | Pnt. |
| -- | ---------------- | ---- |
| 1  | Ophélie David    | 646  |
| 2  | Saša Farič       | 447  |
| 3  | Meryl Boulangeat | 428  |
| 4  | Hedda Berntsen   | 409  |
| 5  | Noriko Fukushima | 310  |
| 6  | Émilie Sérain    | 293  |
| 7  | Jenny Owens      | 273  |
| 8  | Seraina Murk     | 223  |
| 9  | Katrin Ofner     | 205  |
| 10 | Julia Murray     | 182  |

## Wedstrijden

### Mannen
| Datum      | Plaats                  | Onderdeel   | Eerste                    | Tweede               | Derde                      |
| ---------- | ----------------------- | ----------- | ------------------------- | -------------------- | -------------------------- |
| 13/12/2007 | Tignes                  | moguls      | Pierre-Alexandre Rousseau | Tapio Luusua         | Alexandre Bilodeau         |
| 21/12/2007 | Lianhua                 | aerials     | Steve Omischl             | Anton Kushnir        | Han Xiaopeng               |
| 22/12/2007 | Lianhua                 | aerials     | Dmitri Dasjinski          | Han Xiaopeng         | Steve Omischl              |
| 12/01/2008 | Les Contamines-Montjoie | ski cross   | Tomáš Kraus               | Casey Puckett        | Stanley Hayer              |
| 12/01/2008 | Les Contamines-Montjoie | halfpipe    | Matthew Hayward           | Kevin Rolland        | Justin Dorey               |
| 16/01/2008 | Flaine                  | ski cross   | Tomáš Kraus               | Enak Gavaggio        | Richard Spalinger          |
| 18/01/2008 | Lake Placid             | moguls      | Warren Tanner             | Dale Begg-Smith      | Patrick Deneen             |
| 19/01/2008 | Lake Placid             | aerials     | Steve Omischl             | Anton Koesjnir       | Han Xiaopeng               |
| 20/01/2008 | Lake Placid             | dual moguls | Dale Begg-Smith           | Alexandre Bilodeau   | Patrick Deneen             |
| 20/01/2008 | Kreischberg             | ski cross   | Tomáš Kraus               | Michael Schmid       | Alois Mani                 |
| 26/01/2008 | Mont Gabriel            | moguls      | Guilbaut Colas            | Roeslan Sjarifoelin  | Vincent Marquis            |
| 27/01/2008 | Mont Gabriel            | aerials     | Steve Omischl             | Anton Koesjnir       | Dmitri Dasjinski           |
| 01/02/2008 | Deer Valley             | aerials     | Stanislav Kravtsjoek      | Vladimir Lebedev     | Renato Ulrich              |
| 02/02/2008 | Deer Valley             | ski cross   | Davey Barr                | Casey Puckett        | Michael Schmid             |
| 02/02/2008 | Deer Valley             | dual moguls | Vincent Marquis           | Landon Gardner       | Alexandre Bilodeau         |
| 09/02/2008 | Cypress Mountain        | moguls      |                           |                      |                            |
| 10/02/2008 | Cypress Mountain        | aerials     | Steve Omischl             | Dmitri Dasjinski     | Warren Shouldice           |
| 15/02/2008 | Inawashiro (Yama)       | halfpipe    | Matthew Hayward           | Kalle Leinonen       | Micheal Riddle             |
| 16/02/2008 | Inawashiro (Yama)       | moguls      | Dale Begg-Smith           | Osamu Ueno           | David Babic Guilbaut Colas |
| 17/02/2008 | Inawashiro (Yama)       | aerials     | Anton Koesjnir            | Steve Omischl        | Ryan St. Onge              |
| 23/02/2008 | Sierra Nevada           | ski cross   | Tomas Kraus               | Stanley Hayer        | Andreas Steffen            |
| 28/02/2008 | Špičák                  | ski cross   |                           |                      |                            |
| 01/03/2008 | Mariënbad               | moguls      | Guilbaut Colas            | Nathan Roberts       | Alexandre Bilodeau         |
| 01/03/2008 | Moskou                  | aerials     | Steve Omischl             | Stanislav Kravtsjoek | Nicolas Thepaut            |
| 05/03/2008 | Grindelwald             | ski cross   | Lars Lewen                | Davey Barr           | Stanley Hayer              |
| 07/03/2008 | Davos                   | aerials     | Steve Omischl             | Warren Shouldice     | Dmitri Dasjinski           |
| 07/03/2008 | Åre                     | moguls      | Dale Begg-Smith           | Nathan Roberts       | Dmitri Reiherd             |
| 08/03/2008 | Åre                     | dual moguls | Dmitri Reiherd            | Dale Begg-Smith      | Vincent Marquis            |
| 09/03/2008 | Meiringen-Hasliberg     | ski cross   | Lars Lewen                | Stanley Hayer        | Tomas Kraus                |
| 14/03/2008 | Valmalenco              | halfpipe    | Micheal Riddle            | Kalle Leinonen       | Xavier Bertoni             |
| 15/03/2008 | Valmalenco              | moguls      | David Babic               | Vincent Marquis      | Patrick Deneen             |
| 16/03/2008 | Valmalenco              | ski cross   | Lars Lewen                | Andreas Steffen      | Andreas Matt               |

### Vrouwen
| Datum      | Plaats                  | Onderdeel   | Eerste                | Tweede                | Derde               |
| ---------- | ----------------------- | ----------- | --------------------- | --------------------- | ------------------- |
| 13/12/2007 | Tignes                  | moguls      | Margarita Marbler     | Aiko Uemura           | Kristi Richards     |
| 21/12/2007 | Lianhua                 | aerials     | Jacqui Cooper         | Lydia Lassila         | Guo Xinxin          |
| 22/12/2007 | Lianhua                 | aerials     | Jacqui Cooper         | Li Nina               | Cheng Shuang        |
| 12/01/2008 | Les Contamines-Montjoie | ski cross   | Ophélie David         | Hedda Berntsen        | Meryl Boulangeat    |
| 12/01/2008 | Les Contamines-Montjoie | halfpipe    | Sarah Burke           | Jen Hudak             | Mirjam Jäger        |
| 16/01/2008 | Flaine                  | ski cross   | Mirjam Boulangeat     | Jenny Owens           | Noriko Fukoshima    |
| 18/01/2008 | Lake Placid             | moguls      | Emiko Torito          | Deborah Scanzio       | Kayla Snyderman     |
| 19/01/2008 | Lake Placid             | aerials     | Jacqui Cooper         | Guo Xinxin            | Evelyne Leu         |
| 20/01/2008 | Lake Placid             | dual moguls | Michaelle Roark       | Jekaterina Stoljarova | Nikola Sudová       |
| 20/01/2008 | Kreischberg             | ski cross   | Ophélie David         | Karin Huttary         | Jenny Owens         |
| 26/01/2008 | Mont Gabriel            | moguls      | Jekaterina Stoljarova | Deborah Scanzio       | Michelle Roark      |
| 27/01/2008 | Mont Gabriel            | aerials     | Ala Zoeper            | Li Nina               | Lydia Lassila       |
| 01/02/2008 | Deer Valley             | aerials     | Li Nina               | Jacqui Cooper         | Cheng Shuang        |
| 02/02/2008 | Deer Valley             | dual moguls | Shelly Robertson      | Margarita Marbler     | Kristi Richards     |
| 02/02/2008 | Deer Valley             | ski cross   | Ophélie David         | Sasa Faric            | Emillie Serain      |
| 09/02/2008 | Cypress Mountain        | moguls      |                       |                       |                     |
| 10/02/2008 | Cypress Mountain        | aerials     | Jacqui Cooper         | Lydia Lassila         | Shuangfei Dai       |
| 15/02/2008 | Inawashiro (Yama)       | halfpipe    | Sarah Burke           | Jen Hudak             | Davina Williams     |
| 16/02/2008 | Inawashiro (Yama)       | moguls      | Aiko Uemura           | Nikola Sudova         | Emiko Torito        |
| 17/02/2008 | Inawashiro (Yama)       | aerials     | Jacqui Cooper         | Ala Zoeper            | Li Nina             |
| 23/02/2008 | Sierra Nevada           | ski cross   | Ophélie David         | Hedda Berntsen        | Katrin Ofner        |
| 28/02/2008 | Špičák                  | ski cross   |                       |                       |                     |
| 01/03/2008 | Mariënbad               | moguls      | Aiko Uemura           | Sylvia Kerfoot        | Emiko Torito        |
| 01/03/2008 | Moskou                  | aerials     | Elizabeth Gardner     | Deidra Dionne         | Zhang Xin           |
| 05/03/2008 | Grindelwald             | ski cross   | Sasa Faric            | Emilie Serain         | Meryl Boulangeat    |
| 07/03/2008 | Davos                   | aerials     | Evelyne Leu           | Lydia Lassila         | Ala Zoeper          |
| 07/03/2008 | Åre                     | moguls      | Aiko Uemura           | Kristi Richards       | Emiko Torito        |
| 08/03/2008 | Åre                     | dual moguls | Aiko Uemura           | Nikola Sudova         | Kayla Snyderman     |
| 09/03/2008 | Meiringen-Hasliberg     | ski cross   | Ophélie David         | Sasa Faric            | Gro Kvinlog         |
| 14/03/2008 | Valmalenco              | halfpipe    | Jen Hudak             | Sarah Burke           | Rosalind Groenewoud |
| 15/03/2008 | Valmalenco              | moguls      | Aiko Uemura           | Margarita Marbler     | Nikola Sudova       |
| 16/03/2008 | Valmalenco              | ski cross   | Ophélie David         | Hedda Berntsen        | Meryl Boulangeat    |

1979/1980 ·
1980/1981 ·
1981/1982 ·
1982/1983 ·
1984/1985 ·
1985/1986 ·
1986/1987 ·
1987/1988 ·
1988/1989 ·
1989/1990 ·
1990/1991 ·
1991/1992 ·
1992/1993 ·
1993/1994 ·
1994/1995 ·
1995/1996 ·
1996/1997 ·
1997/1998 ·
1998/1999 ·
1999/2000 ·
2000/2001 ·
2001/2002 ·
2002/2003 ·
2003/2004 ·
2004/2005 ·
2005/2006 ·
2006/2007 ·
2007/2008 ·
2008/2009 ·
2009/2010 ·
2010/2011 ·
2011/2012 ·
2012/2013 ·
2013/2014 ·
2014/2015 ·
2015/2016 ·
2016/2017 ·
2017/2018 ·
2018/2019 ·
2019/2020 ·
2020/2021 ·
2021/2022 ·
2022/2023 ·
2023/2024 ·
2024/2025
Alpineskiën ·
Biatlon ·
Bobsleeën ·
Freestyleskiën ·
Langlaufen ·
Noordse combinatie ·
Rodelen ·
Schaatsen ·
Schansspringen ·
Shorttrack ·
Skeleton ·
Snowboarden